# Norbert Kellnberger
Norbert Kellnberger (* 25. Oktober 1928 in Wartenberg; † 26. Juli 1986 ebenda) war ein deutscher Politiker (CSU).
Kellnberger besuchte die Volksschule und machte eine Lehre als Glaser, die durch den Kriegsdienst an der Wehrmacht und eine Kriegsgefangenschaft in Frankreich unterbrochen wurde. Danach besuchte er die Gewerbeschule in München und machte zunächst die Gesellen- und dann die Meisterprüfung. 1950 übernahm er den großelterlichen Ein-Mann-Betrieb, der bis 1980 zum Industriebetrieb mit circa 100 Mitarbeitern ausgebaut wurde. Es entstanden Zweigstellen in Dorfen und Bad Aibling sowie drei Lizenzbetriebe in Österreich. Bis Juli 1984 war Kellnberger ehrenamtlicher Richter beim Verwaltungsgericht München.
1945 trat Kellnberger in die CSU ein. Er war 1956 Gemeinderatsmitglied, 2. Bürgermeister in Wartenberg, Vorsitzender des CSU-Ortsverbands in Wartenberg und Mitglied des Kreistags in Erding. Am 18. Juli 1984 rückte er für Richard Keßler in den Bayerischen Landtag nach und war dort bis zu seinem Tod Abgeordneter.